# Wilga (Powiat Garwoliński)
Wilga ist ein Dorf sowie Sitz der gleichnamigen Landgemeinde im Powiat Garwoliński der Woiwodschaft Masowien, Polen.

## Gemeinde
Zur Landgemeinde Wilga gehören folgende 21 Ortschaften mit einem Schulzenamt:
Celejów
Cyganówka
Goźlin Górny
Goźlin Mały
Holendry
Mariańskie Porzecze
Nieciecz
Nowe Podole
Nowy Żabieniec
Ostrybór
Ruda Tarnowska
Skurcza
Stare Podole
Stary Żabieniec
Tarnów
Trzcianka
Uścieniec-Kolonia
Wicie
Wilga
Wólka Gruszczyńska
Zakrzew
Weitere Orte der Gemeinde sind Borowina, Malinówka, Olszynka, Osiedle Wilga, Podgórze, Polewicz, Zarzecze (osada leśna) und Zarzecze (część wsi).